# Владиковська Любов Миколаївна
Любов Миколаївна Владиковська (біл. Любоў Мікалаеўна Уладыкоўская; з 1990 до 2006 — Любов Миколаївна Конопляник (біл. Любоў Мікалаеўна Канаплянік); нар. 14 лютого 1967, Падарессе, Стародорожський район, Мінська область) — білоруська громадська діячка, освітянка, культуролог. Засновниця та виконавча директорка установи «Міжкультурний діалог» (біл. Міжкультурны дыялог), стипендіатка програми Фулбрайта (2014–2015, Університет Флориди, США).

## Життєпис
Білоруска, католичка. Закінчила Павстинську середню школу (Слуцький район) із золотою медаллю (1984), філологічний факультет БДУ з відзнакою (1989), аспірантуру на катедрі історії білоруської літератури (1992) та докторантуру на факультеті міжнародних відносин БДУ (2009). 1993 року захистила дисертацію «Концепція національного світогляду у творчості Янки Лучини» (біл. Канцэпцыя нацыянальнага светапогляду ў творчасці Янкі Лучыны).
Працюючи в Міністерстві освіти і науки Республіки Білорусь з 1994 до 1998 року, зробила чимало для білорусизації закладів вищої освіти та поширення білоруської мови та культури в освіті й науці, зміцнення білоруської ідентичности та демократизації суспільства. Для розвитку білоруськомовної термінології домоглася створення термінологічної комісії при Міністерстві освіти і науки (1995).
Активно сприяла білорусизації католицької церкви. Ініціювала звернення до Івана Павла II з проханням підтримати білоруську діяльність о. Владислава Завальнюка, у співпраці з яким згодом створила інтелектуальний клуб та займалася просвітницькою діяльністю. З благословення кардинала Казімєжа Свйонтека 1996 року стала заступницею голови Організаційного комітету зі створення Католицького університету в Мінську.  Підтримала ідею створення білоруськомовного університету.
У грудні 1998 р., діставши підтримку Вченої ради, очолила Національний науково-освітній осередок ім. Ф. Скорини, який активізував філософські та християнські напрями. Зросла кількість наукових та освітніх проєктів, створено Відділ проблем християнства та проблем національного розвитку, до Осередку були запрошені відомі білоруси: Віталій Скалабан, Іван Саверченко, Леонід Лич, Микола Круковський, Анатолій Грицкевич та ін., закріплювалася матеріальна база. Ініціативу розвитку стратегії національного, культурного та духовного розвитку Білоруси в умовах глобалізації підтримала ЮНЕСКО. Вона виступала в ЗМІ з ідеєю створення Інституту Білоруси. 2004 року під час боротьби з білоруською ідентичністю, замасковану під «зменшення кількости юридичних осіб», Рада міністрів реорганізувала Скориновський Центр та об'єднала його з Мінським державним педагогічним університетом імені Максима Танка. На знак протесту в червні 2004 року. Любов Уладиковська подала на відставку.
З 2004 року обіймала різні посади в Білоруському державному університеті та Національній академії наук Білоруси, працювала заступницею головного редактора журналу «Рідне слово» (біл. Роднае слова). Періодично проходила наукові стажування та брала участь у міжнародних проєктах у Польщі, Німеччині, Литві, Україні, Франції, Норвегії, Швеції, Великій Британії та США.
2008 року, відвідавши США за урядовою програмою обміну, почала працювати над проблемою збереження культурної тожсамости та розвитком міжкультурного діалогу, привернувши увагу інтелектуальної та творчої еліти Білоруси, дипломатів, підприємницьких кіл та священників. 2010 року заснувала Центр міжкультурного діалогу при Республіканській конфедерації підприємництва, 2012 року — установу «Міжкультурний діалог». З 2010 року досліджує та популяризує американістику у Білорусі. Владиковська реалізувала низку міжнародних проєктів, зокрема "Білорусько-американський культурний діалог: стратегія розвитку" (біл. Беларуска-амерыканскі культурны дыялог: стратэгія развіцця; 2011–2012).
Разом з Б. Шалатоніним включена у білоруський науковий та культурний контекст спадщини Георгія Лоховського. Нині продовжує досліджувати духовні ідеали білоруського суспільства і послідовно виступає за його національне відродження та морального одужання.

## Праці
Любов Владиковська є авторкою міжнародних проєктів та громадських ініціатив, спрямованих на зміцнення білоруської суб'єктности та розвиток міжкультурного діалогу, а також кількох університетських курсів та близько 300 наукових та науково-популярних праць, зокрема 7 авторських монографій.